# Klaus-Jürgen Bathe

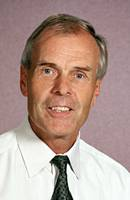
Klaus-Jürgen Bathe

Klaus-Jürgen Bathe (* 26. Mai 1943 in Berlin) ist ein deutscher Bauingenieur und Hochschullehrer für Maschinenbau am Massachusetts Institute of Technology. Bathe gilt als Pionier auf dem Gebiet der Finite-Elemente-Methode.

## Leben
Bathe ging in Oldenburg zur Schule und studierte in Südafrika. An der Universität Kapstadt machte er 1967 seinen ersten Abschluss als Bachelor im Bauingenieurwesen. Einen M.Sc. in Bauingenieurwesen erhielt Bathe 1969 an der University of Calgary. Anschließend wurde er 1971 an der University of California, Berkeley zum Ph.D. promoviert. Thema seiner Dissertation war eine numerische Lösung großer Eigenwert-Probleme.
Er ist der Urheber der Simulationssoftware ADINA.